# Gare de Third and Townsend Depot
Third and Townsend Depot est l'ancienne gare principale de la ville de San Francisco, active de 1915 à 1975. La gare, à l'angle de Third Street et Townsend Street, servait de terminus nord pour la ligne Peninsula Commute du Southern Pacific qui reliait San Francisco et San Jose et constitue un ancêtre de l'actuel Caltrain ; elle était également le terminus des trains reliant San Francisco à Los Angeles via la ligne côtière du Southern Pacific.
Pour prendre des trains à destination du Nord (Seattle) ou de l'Est (Chicago), les passagers devaient généralement se rendre à Oakland, d'abord en ferry vers Oakland Long Wharf, puis en bus jusqu'à la gare de 16th Street Station.
Third and Townsend Depot a été démoli dans les années 1970 et remplacé par une nouvelle gare, Fourth and Kings Street (en), située à quelques mètres de là et réservée au service des trains de banlieue de Caltrain.

## Histoire
La gare a été construite en 1914-1915 en prévision de l'exposition internationale Panama-Pacifique qui s'est tenue en 1915,,. Elle a remplacé une ancienne gare terminus construite en 1889, qui a été déplacée pour faire place à la nouvelle, et a ensuite été connue sous le nom de The Old Depot.
La première gare terminus de San Francisco se trouvait à l'angle de Fourth Street et de Brannan Street ; elle avait été construite à la suite du Tidelands Bill de 1868, qui concédait aux compagnies ferroviaires Central Pacific, Southern Pacific et Western Pacific un terrain de 150 acres (61 ha) à Mission Bay à la condition que ces compagnies y construisent une gare terminus.
À l'origine, la gare de 1914 était censée être temporaire, avec une gare principale à construire plus avant dans le centre-ville ; le Southern Pacific avait acquis une partie du terrain dont il aurait besoin pour prolonger la ligne jusqu'à une gare qui se serait située à Market Street et Embarcadero, face au Ferry Building. Cependant, ce projet n'a jamais été concrétisé et la gare de Third et Townsend a servi de gare de San Francisco pendant 62 ans.
Le dépôt était le terminus du Sunset Limited de la Southern Pacific, en provenance de la Nouvelle-Orléans via Los Angeles. Le service a été limité à Los Angeles en 1930, rétabli jusqu'à San Francisco en 1935, puis définitivement limité à Los Angeles en 1942.
La gare a vu son dernier train longue distance le 30 avril 1971, lorsque la Southern Pacific a cédé l'exploitation du Coast Daylight à Amtrak et que le service Del Monte a été interrompu. Amtrak a choisi de concentrer la majeure partie de la desserte de la région de la baie de San Francisco à Oakland, et met en place des liaisons par bus entre San Francisco et Oakland (et plus tard Emeryville). Ces dernières existent toujours et sont toujours exploitées sous l'appellation Amtrak Thruway Motorcoach.
Avec l'essor des autoroutes et le déclin du service ferroviaire voyageurs longue distance, Southern Pacific a construit en remplacement une gare beaucoup plus petite, la gare de San Francisco 4th and King Street (en) , ouverte en 1975. Third and Townsend a été démoli en 1975-76.

## Description
Conçue par le Southern Pacific Architectural Bureau, la gare était à deux étages, construite en béton armé dans le style architectural Mission Revival,,,, dont elle était l'un des meilleurs exemples à San Francisco.

La gare vers 1940
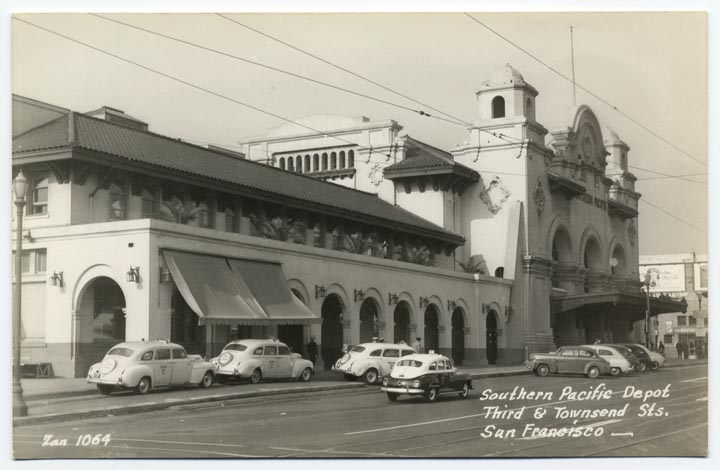
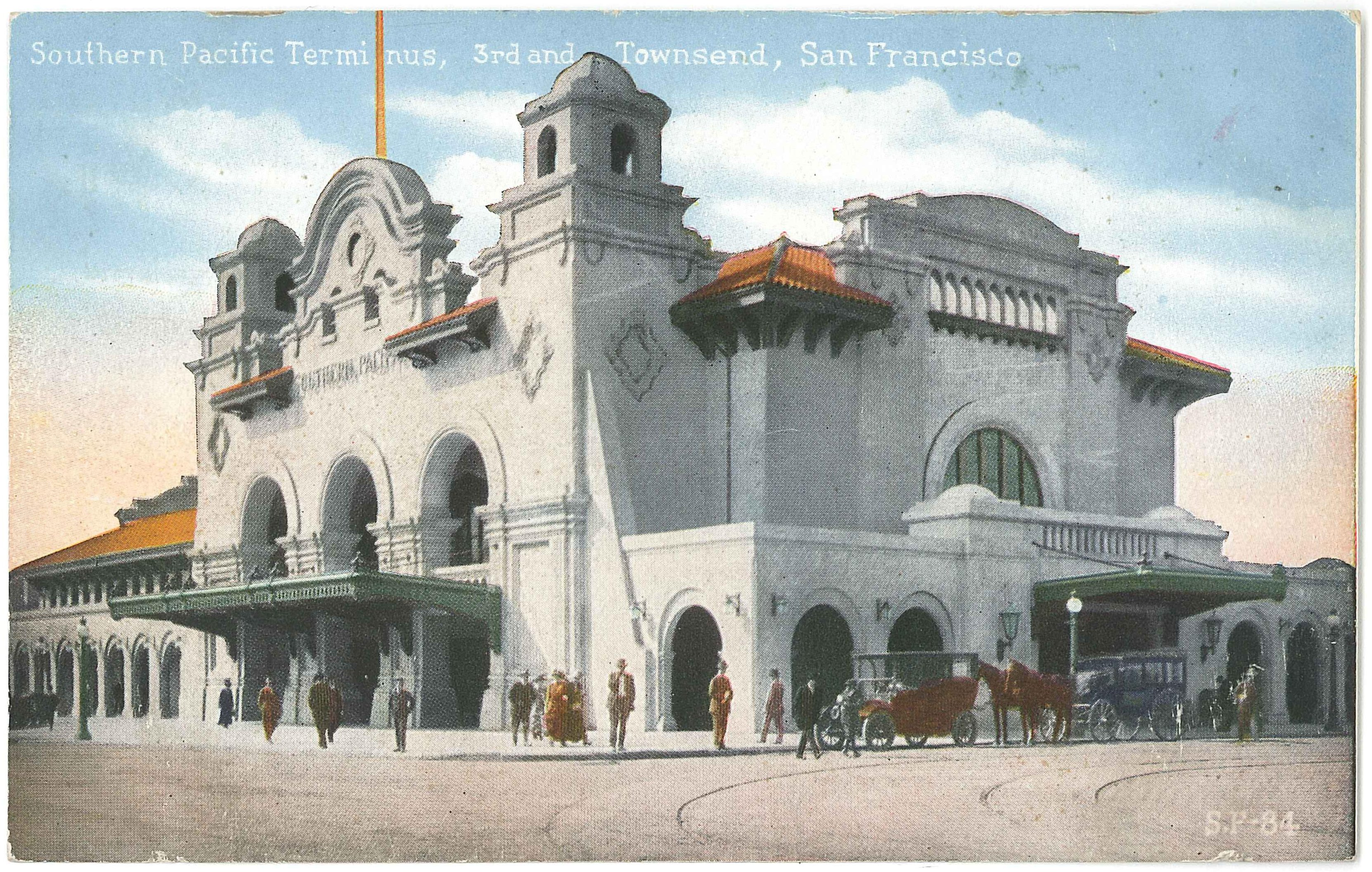

La compagnie ferroviaire cherchait ainsi à ce que San Franciso soit davantage liée avec le romantisme et le sentiment de la colonie de Californie. Elle prévoyait de décorer les murs intérieurs de la gare de peintures murales sur ce thème.
La gare devait être dotée de toilettes gratuites et payantes, une première pour une gare de l'Ouest. Il y avait également un bâtiment pour les bagages, un économat et un magasin Pullman. Les toits étaient en tuiles et les arcades et les auvents des portes abritaient les passagers des intempéries sur deux côtés. Les finitions intérieures étaient en chêne. La salle des pas perdus avait un sol en marbre, mesurait 64 pieds (20 m) par 110 pieds (34 m), et avait une hauteur sous plafond de 45 pieds (14 m) ; elle était éclairée sur trois côtés par des fenêtres aux verres ambrés.
Les services locaux de bus et de tramway étaient assurés par le Market Street Railway et plus tard par le San Francisco Municipal Railway.